# 外小友村
外小友村（そとおともむら）は、秋田県仙北郡に置かれていた村。
現在の大仙市南外の一部および大仙市南外外小友。

## 歴史

### 沿革
- 1889年（明治22年）4月1日 - 町村制施行により、外小友村が誕生。
- 1955年（昭和30年）3月31日 - 南楢岡村と合併し、南外村となる。

## 教育

### 中学校
- 外小友中学校 （昭和51年南外村立南楢岡中学校と統合し南外村立南外中学校（現：大仙市立）となる。）

### 小学校
- 外小友小学校 （明治13年開校。昭和40年南外村立及位小学校と統合し南外村立南外西小学校（現：大仙市立）となる。）

## 出身著名人
- 両國勇治郎（大相撲力士、新入幕の1914年5月場所で9勝1休で優勝した。）